# Young and Beautiful
«Young and Beautiful» (en español: Joven y Hermosa) es una canción interpretada por la cantautora estadounidense Lana Del Rey. Fue grabada para la banda sonora de la película del director Baz Luhrmann, El gran Gatsby, lanzada el 23 de abril de 2013 como uno de sus sencillos.
La crítica elogió el sencillo al que nombraron como inquietante y sombrío. La letra de la canción habla sobre un joven amante y su envejecimiento.
Alcanzó la ubicación número 23 en la lista de sencillos del Reino Unido y fue número 22 en el Billboard Hot 100 de los Estados Unidos donde fue certificado con el disco de platino. Por su parte, en Australia tuvo su mejor desempeño, obteniendo la octava posición y siendo triple disco de platino. La canción está nominada en la categoría «Mejor canción original» en la entrega de los World Soundtrack Awards de 2013. También fue nominada al Grammy a la mejor canción escrita para un medio visual.
El 11 de octubre de 2013, se lanzó una versión remezclada por Cedric Gervais, quien ya trabajó en el sencillo Summertime Sadness. Esta versión fue lanzada como sencillo en 2014 en países tales como Italia, Nueva Zelanda y Australia. Actualmente el sencillo Young and Beautiful ha vendido 1 692 500 de copias mundiales.

## Video musical
El video musical fue dirigido por Chris Sweeney y filmado por Sophie Muller. Tuvo su estreno el 10 de mayo de 2013, y en él, muestra a Lana Del Rey con reminiscencias a la moda art déco de la década del '20, enfocando a la cantante en pose dramática intercalando con imágenes de la orquesta. En septiembre de 2013, se lanzó un video musical basado en la versión remezclada por Cedric Gervais.

## Versiones
- En una selección de reversiones de la misma banda sonora, la orquesta de Bryan Ferry realizó una versión instrumental de música jazz.[9]

## Posicionamiento en listas y certificaciones
| Lista (2013)                          | Mejor posición |
| ------------------------------------- | -------------- |
| Alemania (Media Control AG)           | 50             |
| Australia (ARIA)                      | 8              |
| Austria (Ö3 Austria Top 40)           | 57             |
| Bélgica (Flandes) (Ultratop 50)       | 34             |
| Bélgica (Valonia) (Ultratop 50)       | 33             |
| Canadá (Hot 100)                      | 45             |
| Eslovaquia (Radio Top 100 Chart)      | 42             |
| España (Top 100 Canciones)            | 24             |
| Escocia (The Official Charts Company) | 21             |
| Estados Unidos (Billboard Hot 100)    | 22             |
| Estados Unidos (Rock Songs)           | 3              |
| Estados Unidos (Hot Dance Club Songs) | 46             |
| Francia (SNEP)                        | 31             |
| Grecia (Billboard Digital Songs)      | 2              |
| Irlanda (IRMA)                        | 16             |
| Israel (Media Forest)                 | 7              |
| Italia (FIMI)                         | 8              |
| Nueva Zelanda (Recorded Music NZ)     | 23             |
| Países Bajos (Mega Single Top 100)    | 79             |
| Polonia (Polish Airplay Top 100)      | 12             |
| Reino Unido (UK Singles Chart)        | 23             |
| Suecia (Sverigetopplistan)            | 39             |
| Suiza (Schweizer Hitparade)           | 31             |

| País           | Organismo certificador | Certificación | Ventas  | Ref.   |
| -------------- | ---------------------- | ------------- | ------- | ------ |
| Australia      | ARIA                   | 3× Platino    | 210 000 | [ 4 ]  |
| Canadá         | Music Canada           | Oro           | 40 000  | [ 31 ] |
| Estados Unidos | RIAA                   | Platino       | 1 000   | [ 3 ]  |
| Italia         | FIMI                   | Oro           | 15 000  | [ 32 ] |
| Nueva Zelanda  | RIANZ                  | Oro           | 7 500   | [ 33 ] |